# エルネスト＝アンジュ・デュエズ
エルネスト＝アンジュ・デュエズ（Ernest-Ange Duez または Ernest Ange Duez、1843年3月8日 - 1896年4月5日）はフランスの画家である。

## 略歴
パリで仕立て屋の息子に生まれた。パリでイジドール・ピルスやカロリュス＝デュランに学んだ。
アルフォンス・ド・ヌヴィル (1835–1885)、エドゥアール・デタイユ(1848-1912)、アンドレ・ジル(1840-1885)、ユリス・ブタン(1838-1883) といった画家たちと親しく、エドゥアール・マネ(1832-1883)を強く尊敬していた。
北フランスのノルマンディー(カルヴァドス県）の海岸の町、ヴィレルヴィルなどで、風景や、働く人々を描いた。
1868年からサロン・ド・パリに出展を始め、1874年に3等メダル、1879年に1等メダルを受賞した。1880年にレジオンドヌール勲章（シュバリエ）を受勲し、1889年にパリ万国博覧会の展覧会に出展した後、レジオンドヌール勲章（オフィシエ）を受勲した。
1890年に創立された国民美術協会の18人の創立メンバーの一人であり、北フランス、ウール県の芸術愛好協会の会長を務めた。

## 作品

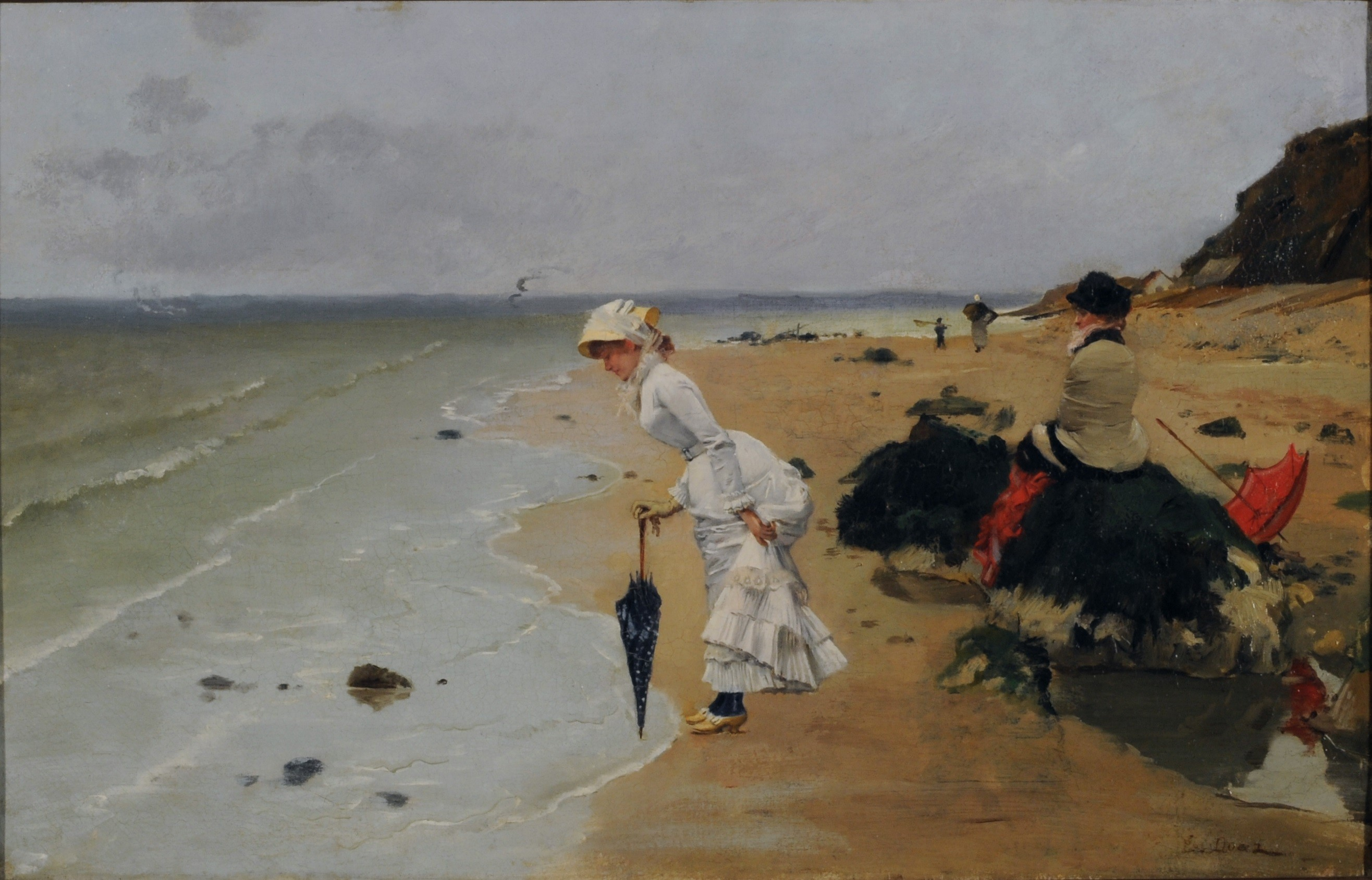
「海岸で」
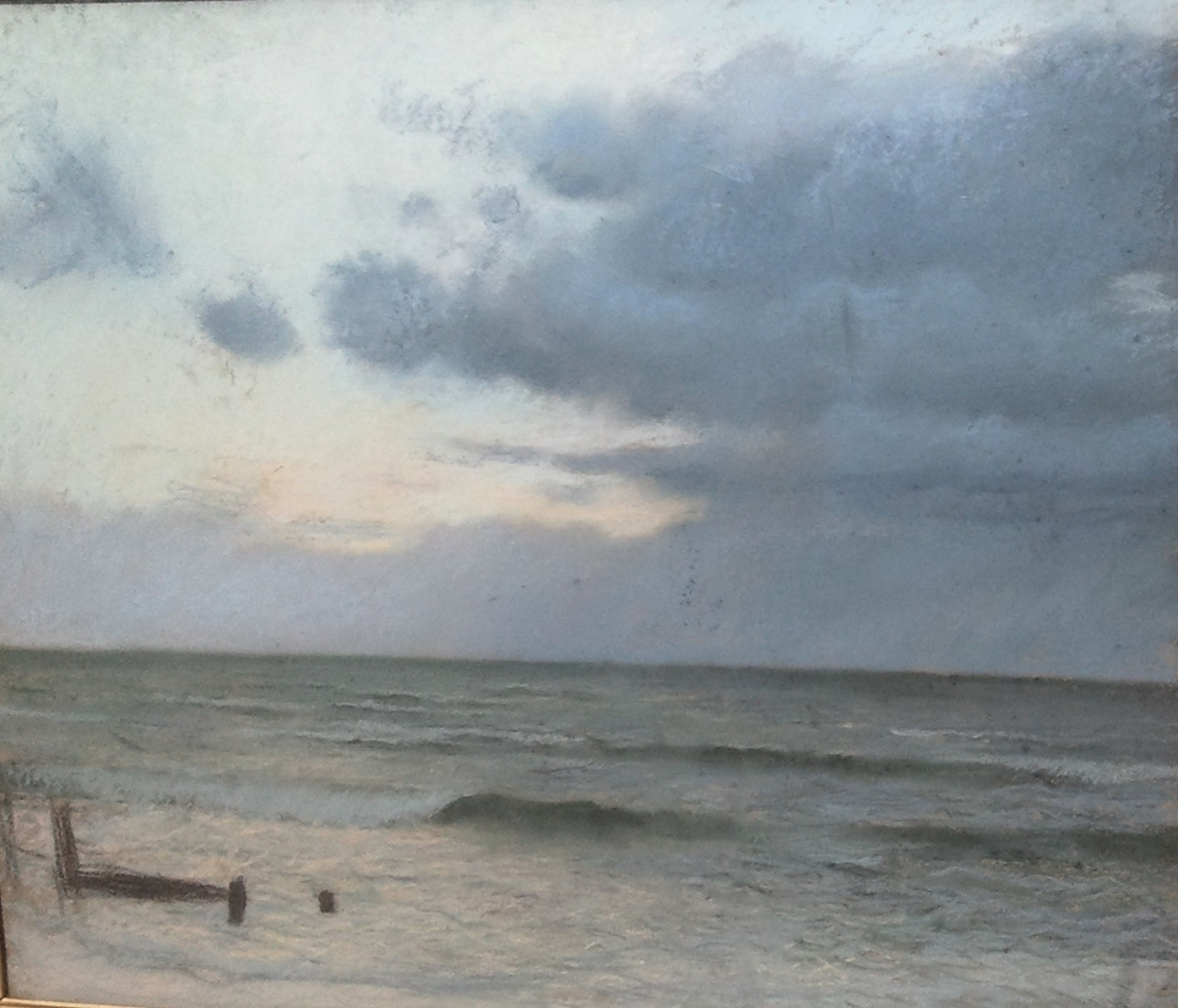
「雲の下の日没」
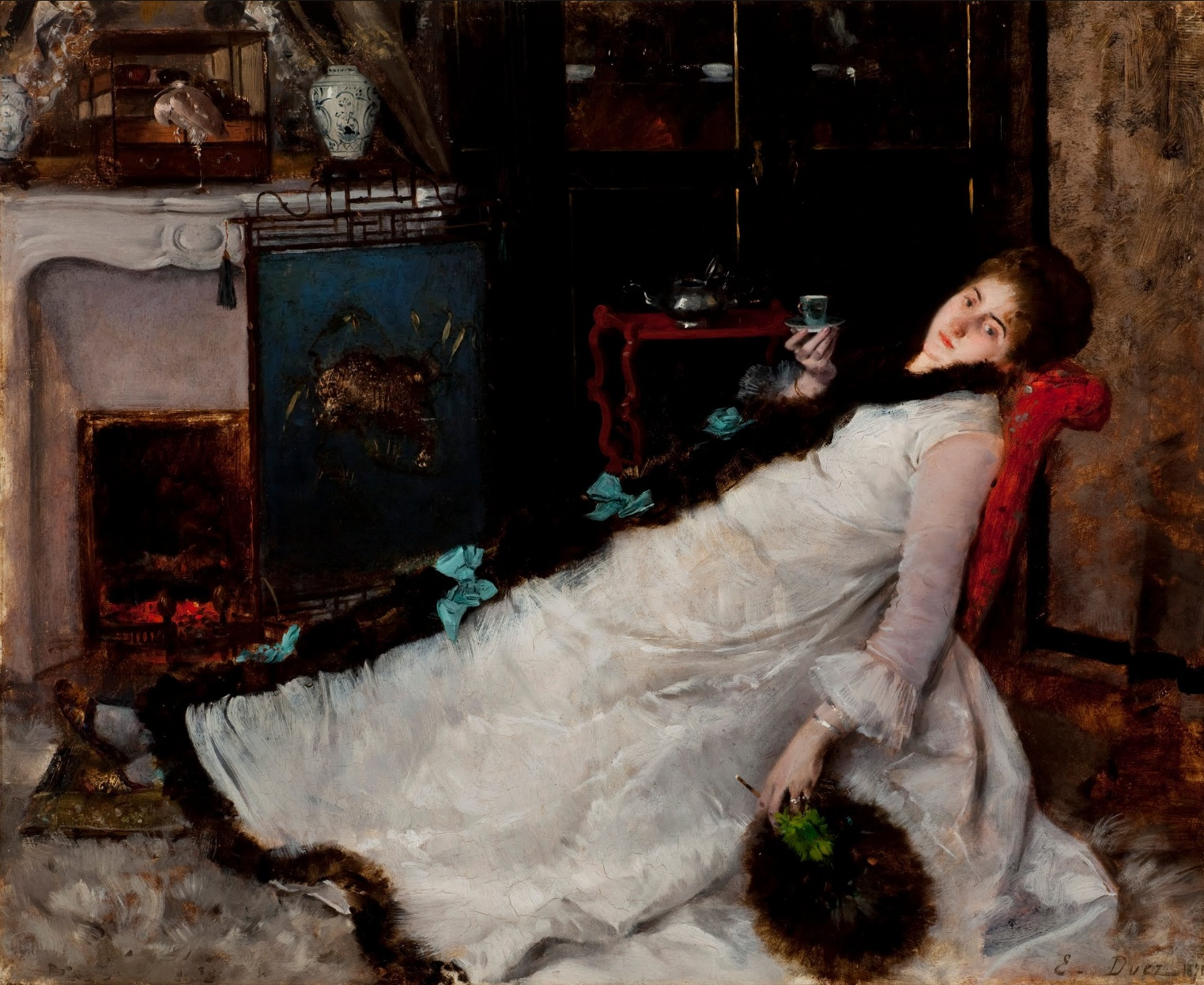
「休息」